# アルコット (インド)

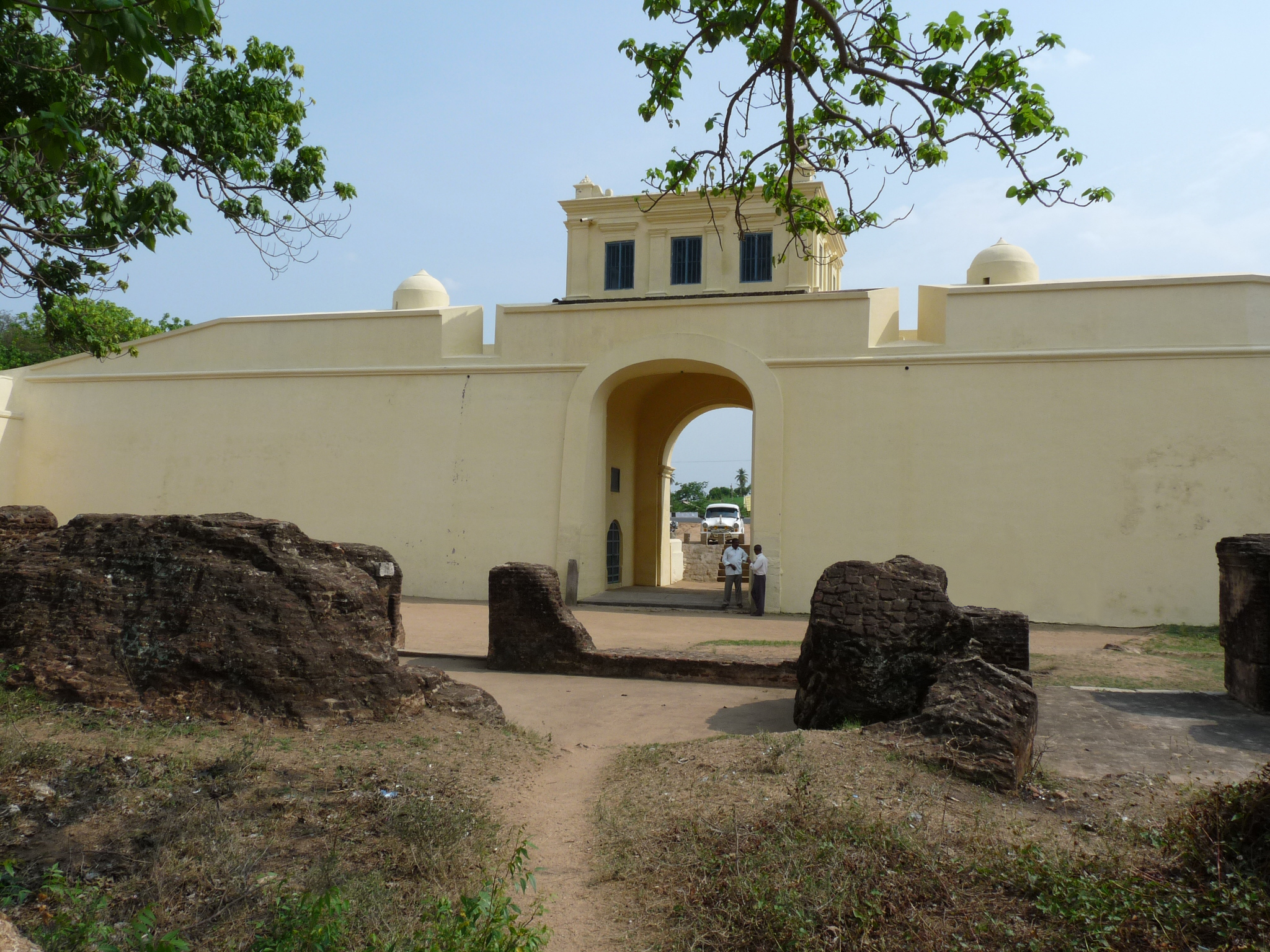
アルコットのデリー門

アルコット（タミル語：ஆற்காடு、英語：Arcot）は、インドのタミル・ナードゥ州、ヴェールール県の都市。タミル語ではアールッカードゥと呼ばれる。

## 歴史
1692年、カルナータカ太守に任命されたズルフィカール・ハーンは、アルコットをその首府とした。
1740年、太守ドースト・アリー・ハーンが戦死したことにより、ナーグプルのボーンスレー家によって占領された。だが、その息子サフダル・アリー・ハーンに返還された。
1751年、第二次カーナティック戦争の結果、アルコット包囲戦によりイギリスによって占領される。
1801年、カーナティック条約によりイギリス領となった。

## 地理
アルコットは北緯12度54分 東経79度20分 / 北緯12.9度 東経79.33度に位置している。